# Mesobiotus contii
Espèce
Synonymes
- Macrobiotus contii Pilato & Lisi, 2006

Mesobiotus contii est une espèce de tardigrades de la famille des Macrobiotidae.

## Distribution
Cette espèce est endémique du Chiapas au Mexique.

## Publication originale
- Pilato & Lisi, 2006 : Notes on some tardigrades from southern Mexico with description of three new species. Zootaxa, no 1236, p. 53–68.